# Моску (Галац)
Моску (рум. Moscu) насеље је у Румунији у округу Галац у општини Таргу Бужор. Oпштина се налази на надморској висини од 50 m.

## Становништво
Према подацима из 2002. године у насељу је живело 1356 становника, од којих су сви румунске националности.